# 하워드 에이컨

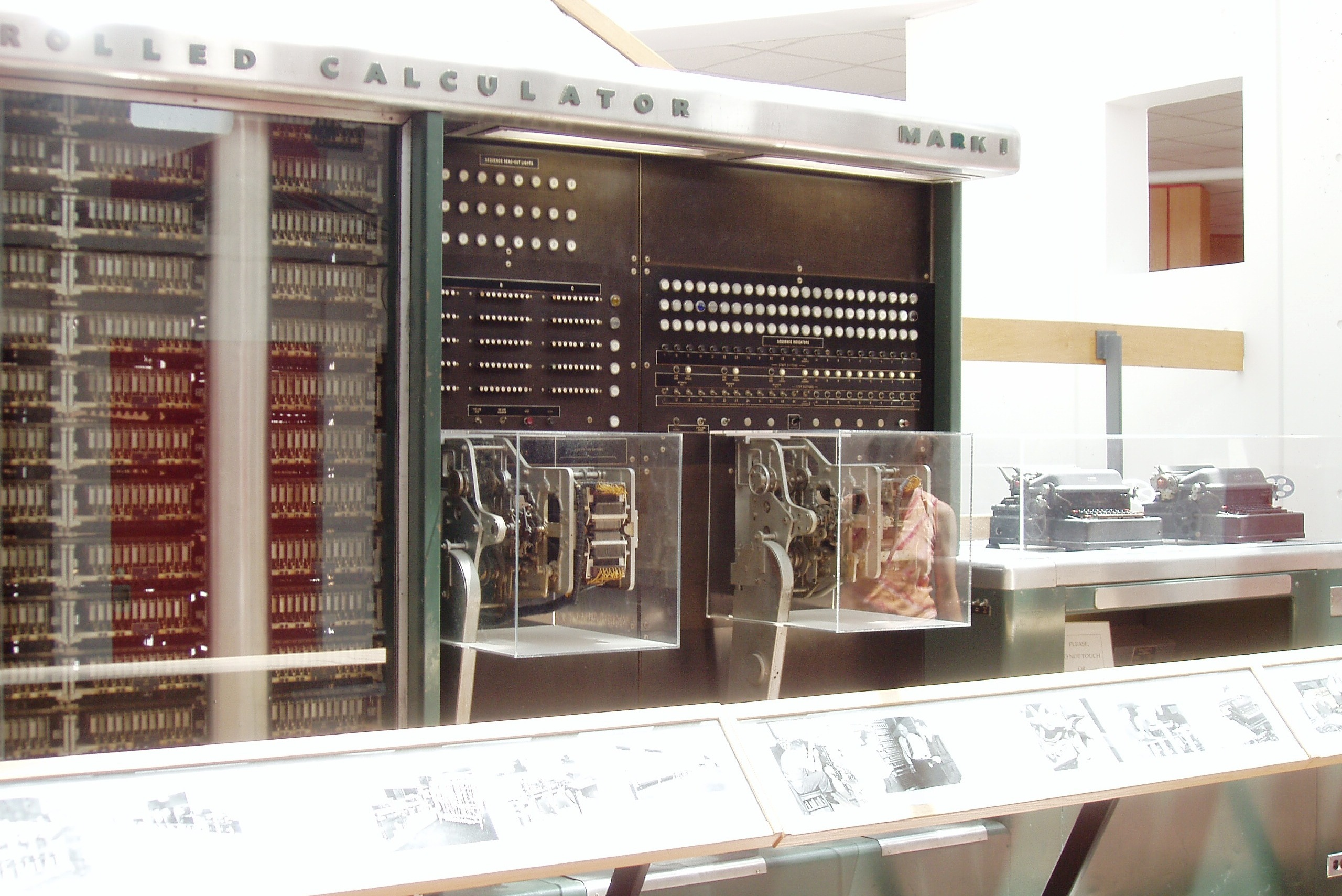
마크 1의 오른쪽 부분. 현재 하버드 대학 안에 보존되어 있다.

하워드 해서웨이 에이컨(Howard Hathaway Aiken, 1900년 3월 9일 ~ 1973년 3월 14일)은 최초의 자동 계산 기계인 마크 1의 개발에 크게 기여한 컴퓨터 과학의 선구자이다.
미국 뉴저지주 호보컨에서 태어난 그는 위스콘신-매디슨 대학을 졸업하고 하버드 대학교에서 물리학 박사 학위를 땄다.
마크 1(Mark I)은 그와 그의 동료들에 의해 1944년 2월에 완성되었다.
1970년 대형 디지털 컴퓨터의 개발과 응용에 선구적인 공헌을 한 점을 인정받아 IEEE의 에디슨 메달을 수상했다. 미국 해군 예비군의 장교이기도 했다.